# Yerbabuena, Guerrero
Yerbabuena är en ort i Mexiko.   Den ligger i kommunen Ahuacuotzingo och delstaten Guerrero, i den sydöstra delen av landet, 190 km söder om huvudstaden Mexico City. Yerbabuena ligger 930 meter över havet och antalet invånare är 135.
Terrängen runt Yerbabuena är kuperad åt nordost, men åt sydväst är den bergig. Yerbabuena ligger nere i en dal. Runt Yerbabuena är det glesbefolkat, med 20 invånare per kvadratkilometer. Närmaste större samhälle är Zitlala, 19,3 km väster om Yerbabuena. I omgivningarna runt Yerbabuena växer huvudsakligen savannskog.